# 小行星9443
小行星9443（英語：9443）是一颗围绕太阳公转的小行星。1997年4月30日，林肯近地小行星研究小组在索科罗发现了此天体。
这颗小行星的绝对星等为301.4876299882456等。